# Dead Set
Dead Set è una serie televisiva britannica creata dallo scrittore Charlie Brooker, ampiamente acclamata dalla critica e nominata a un BAFTA.
Trasmessa nel 2008 dalla E4, e in Italia da MTV è composta da 5 episodi.
Dall'11 settembre 2012, la serie è liberamente disponibile in streaming gratuito grazie a Bonsai TV, che ha pubblicato tutti gli episodi sul suo canale YouTube, ma al momento non sono più visualizzabili.

## Trama
A causa di una terribile epidemia i morti viventi seminano il panico in tutto il Regno Unito. La malattia si propaga a macchia d'olio e tra i pochi superstiti ci sono i concorrenti del Grande Fratello inglese, ignari di cosa stia accadendo. Sarà Kelly, l'assistente della produzione, a dare la sconvolgente notizia ai concorrenti che dovranno lottare per la loro sopravvivenza.

## Episodi
| nº | Titolo originale                     | Prima TV Regno Unito | Prima TV Italia  |
| -- | ------------------------------------ | -------------------- | ---------------- |
| 1  | Outbreak                             | 27 ottobre 2008      | 12 novembre 2010 |
| 2  | Can the Housemates Keep Angel Alive? | 28 ottobre 2008      | 19 novembre 2010 |
| 3  | Live Feed                            | 29 ottobre 2008      | 26 novembre 2010 |
| 4  | Running                              | 30 ottobre 2008      | 3 dicembre 2010  |
| 5  | A Way Out                            | 31 ottobre 2008      | 10 dicembre 2010 |

## Personaggi e interpreti
- Kelly Povell, interpretata da Jaime Winstone, doppiata da Lidia Perrone.
- Patrick Goad, interpretato da Andy Nyman, doppiato da Fabrizio Vidale.
- Riq Rahman, interpretato da Riz Ahmed, doppiato da Francesco Venditti.
- Angel, interpretata da Chizzy Akudolu, doppiata da Stella Gasparri.
- Alex Bryson, interpretata da Liz May Brice, doppiata da Alessandra Cassioli.
- Marky, interpretato da Warren Brown, doppiato da Edoardo Stoppacciaro.
- Claire Oberon, interpretata da Shelley Conn.
- Veronica, interpretata da Beth Cordingly.
- Space, interpretato da Adam Deacon, doppiato da Gianluca Crisafi.
- Joplin, interpretato da Kevin Eldon, doppiato da Luca Dal Fabbro.
- Grayson, interpretato da Raj Ghatak.
- Pippa, interpretata da Kathleen McDermott, doppiata da Melissa Maccari.